# Ангел Гацо
Ангел Димитров (Мицов) Гацо или Гачо (на гръцки: Αγγελής Γάτσος, Ангелис Гацос или Αγγελος Γάτσος, Ангелос Гацос) е гръцки революционер и военен от български произход, герой от Гръцката война за независимост.

## Биография
Изпадналуй Гацу арамия,

Низъ Негошката планина,

Низъ Тиквешката наия,

Да си факе, на факе

Млади момци су пари

Да си бере, набере,

Бѣли пари кисиня;

Да си факе, нафаке

Млади моми негошки,

Тенки високи силвии.

Гацо ле Гацо, Гацо ле.
Гацо е роден във воденското село Саракиново (днес Саракини, Гърция) в 1771 или според други източници към 1760 - 1764 година. Става хайдутин в Олимп. Начело на 100 души участва в голямата Битка за Негуш в 1798 година. При избухването на Гръцкото въстание играе важна роля в Негушкото въстание. След падането на Негуш успява да се спаси в планината Каракамен заедно със сина си Мицо Гацо и брат си Петър Гацо, но жена му и останалите му деца попадат в плен у османците. Гацо заедно с Мицо и Анастасиос Каратасос заминава на юг, където продължава участието си във въстанието съвместно с Георгиос Караискакис. Участва в битката при Пета, където се спасява като по чудо и минава със 120 души в Пелопонес, където участва в разгрома на османците при Дервенакия. В 1823 година се сражава заедно с Каратасос при Трикери и в Северните Споради. След това се прехвърля в Пелопонес, където участва в сраженията срещу Ибрахим паша. В 1826 година отива на Евбея, където оглавява собствен отряд и участва в битката при Аталанти.
Гацо е високо ценен от лидерите на въстанието – Теодорос Колокотронис го нарича „храбър мъж“, а Янис Макриянис - „смел и добродетелен патриот“. Известният гръцки общественик и революционер Христофорос Перевос пише в 1823 година до Гацо:
| „ | Отечеството ще те почете заслужено и опирайки се на него, ти ще получиш привилегии и права на родолюбец и ще те опознаят като такъв и ония, които те наричат днес и се отнасят към тебе като към чужденец. | “ |

След създаването на новата гръцка държава Гацо влиза в армията и умира в бедност като полковник в Аталанти в 1839 година. Синът му Мицо Гацо стига до чин майор от гръцката армия. В негова чест е издигнат паметник в Съботско и е кръстена една от улиците в селото на него.